# Akka Mahādēvi
Akka Mahādēvi, anche citata come Akkamahādēvi o Mahādēviyakka (in kannada ಅಕ್ಕ ಮಹಾದೇವಿ; Udutadi, 1130 – ...), è stata una poetessa e mistica indiana, una delle prime esponenti della letteratura kannada (o canarese) e una personalità di spicco nella setta scivaista Liṅgāyat nel dodicesimo secolo.
Le sue 430 poesie vaćana (una forma di poesie mistiche spontanee) ancora esistenti, e i due scritti brevi Mantrogopya e Yogangatrividhi sono considerati il suo più grande contributo alla letteratura kannada. Ella compose meno poesie rispetto agli altri santi del movimento. Il termine Akka ("sorella maggiore") è un termine onorifico che le fu dato da altri esponenti della setta Liṅgāyat. Viene vista come una donna ispiratrice nella letteratura canarese e nella storia dello stato del Karnataka.

## Biografia

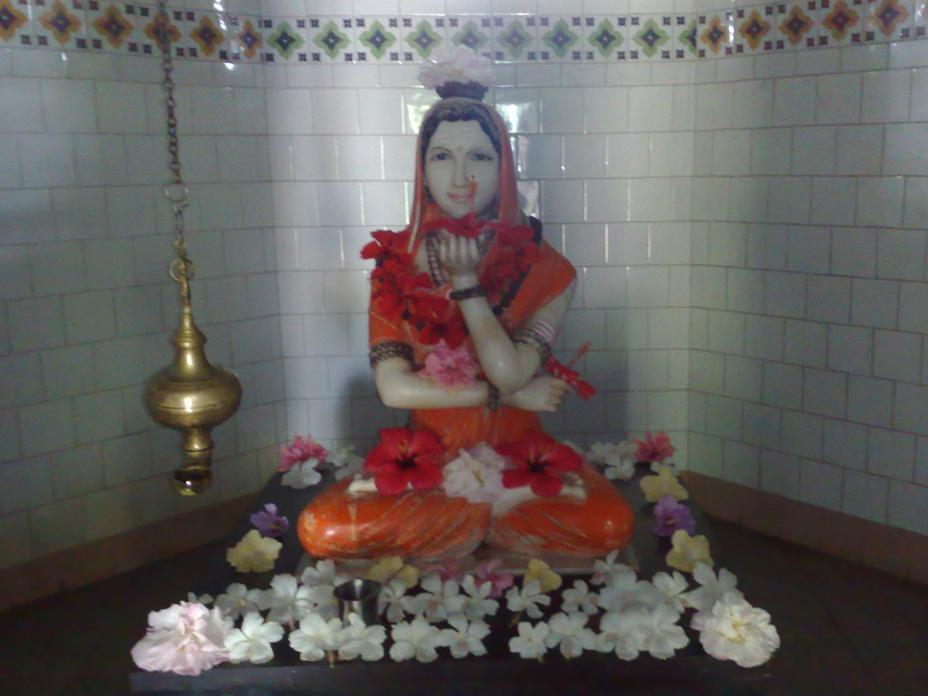
Un murti di Akka Mahādēvi consacrato in un tempio del suo villaggio natale.

Akka Mahādēvi nacque a Udutadi, nelle vicinanze di Śimoga, nello stato indiano del Karnataka, intorno al 1130. Alcuni studiosi ipotizzano che i suoi genitori si chiamassero Nirmalshetti e Sumati, che erano entrambi devoti a Paraśiva. Le fonti occidentali sostengono che si sa poco della sua vita, nonostante ella sia stata oggetto di storie agiografiche, popolari e mitologiche indiane, basate sulla tradizione orale e i suoi propri testi. Uno dei suoi testi, per esempio, sembra registrare le sue esperienze dopo aver lasciato il suo luogo di nascita e la sua famiglia per seguire il dio Sciva.
Tharu e Lalita riportano inoltre una fonte popolare secondo la quale un re giainista locale chiamato Kauśika cercò di sposarla, ma lei lo rifiutò, scegliendo invece di soddisfare le pretese del dio Paraśiva. Tuttavia, le fonti medievali che sono alla base di questo racconto sono ambigue e inconcludenti. Queste fanno riferimento a una delle sue poesie, o vaćana, nel quale lei pone tre condizioni affinché il re la sposi, compreso il controllo sulla scelta di passare del tempo in devozione o in conversazione con degli altri studiosi e figure religiose, piuttosto che con il re. L'erudito e poeta medievale Harihara ipotizza nella sua biografia che il matrimonio era assolutamente nominale, mentre degli altri resoconti di Camasara insinuano che le condizioni non furono accettate e che il matrimonio non si fece.
Il racconto di Harihara continua dicendo che quando il re Kauśika violò le condizioni da lei poste, Akka Mahādēvi lasciò il palazzo, rinunciando a tutti i suoi beni (inclusi i vestiti), per viaggiare a Srisailam, la casa del dio Paraśiva. Dei resoconti alternativi affermano che la rinuncia di Akka Mahādēvi era una risposta alle minacce del re dopo che lei aveva rifiutato la sua proposta. È probabile che lei abbia visitato la città di Kalyāṇa durante il viaggio, nella quale incontrò due altri poeti del movimento Liṅgāyat, Allama e Basava. Si pensa che abbia viaggiato, verso la fine della sua vita, sui monti di Srisailam, dove visse nell'ascetismo e alla fine morì in età giovanile. Una vaćana attribuita ad Akka Mahādēvi lascia intuire che verso la fine della sua vita il re Kauśika le abbia fatto visita lì e abbia chiesto il suo perdono.

## Storia

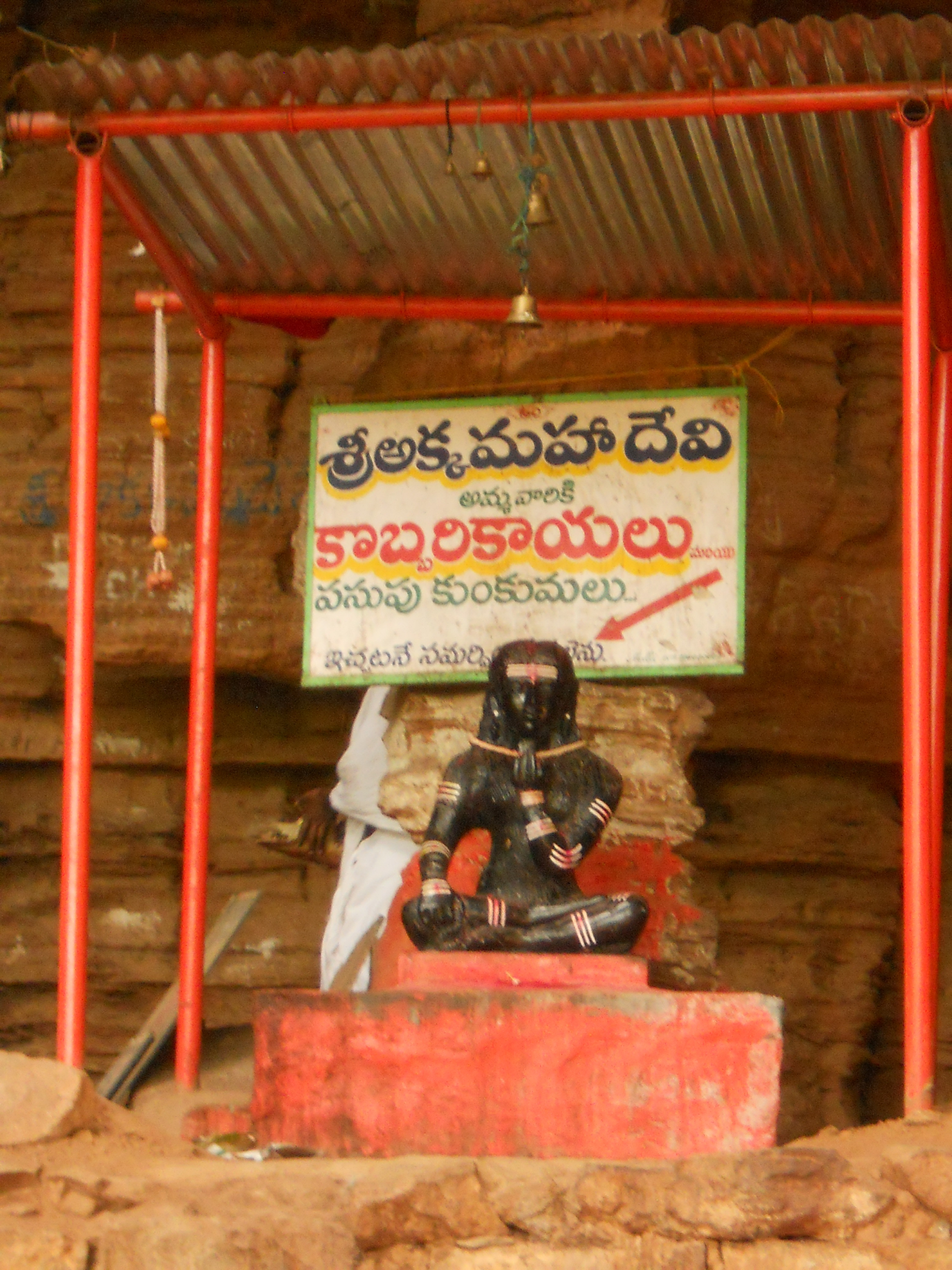
Un idolo di Akka Mahādēvi situato presso le grotte nelle quali ella avrebbe vissuto gli ultimi anni della sua vita.

Ella è considerata dagli studiosi moderni come una figura di rilievo nel campo dell'emancipazione femminile. Scrisse che era una donna solo nel nome e che la sua mente, il suo corpo e la sua anima appartenevano a Sciva. Durante un periodo di lotta e incertezza politica nel dodicesimo secolo, scelse l'illuminazione spirituale e rimase fedele alla sua scelta. Prese parte alle assemblee dei dotti con l'Anubhavamantapa a Kalyāṇa (oggi Basavakalyan) per discutere di filosofia e illuminazione (o Mokṣa, da lei definito arivu). Nella ricerca per la sua anima gemella eterna, il dio Sciva, divenne amica e compagna di animali, fiori e uccelli, rifiutando la vita familiare e l'attaccamento mondano.
La ricerca dell'illuminazione di Akka viene tradotta nelle poesie con un linguaggio semplice ma un grande rigore intellettuale. La sua poetica esplora il rifiuto dell'amore mortale in favore dell'amore sempiterno per Dio. Inoltre le sue vaćana descrivono i metodi che il sentiero dell'illuminazione richiede a colui che la cerca, come l'uccisione dell'io, la conquista dei desideri e dei sensi e così via. Le opere di Akka Mahādēvi affrontano dei temi di alienazione, sia dal mondo materiale sia dai costumi e le aspettative sociali che riguardano le donne. La ricerca di una relazione con gli uomini mortali non soddisfa, e lei li descrive come delle spine che si nascono sotto delle foglie lisce, inaffidabili.
Kauśika era un gianista, e apparteneva a un gruppo che tendeva ad essere molto ricco e che si indignava del resto della popolazione. Ella rifiutò la sua vita lussuosa per vivere come una santa-poetessa vagante, che viaggiava per la regione e cantava delle lodi al suo dio Sciva. Andò in cerca di compagni di ricerca  perché sperava di accelerare il suo apprendimento. Trovò dei compagni di ricerca a Basavakalyan, nel distretto di Bidar, e scrisse molte vaćana per lodare i membri della Śaraṇa. I suoi modi anticonformisti causarono della costernazione nella società conservatrice dell'epoca: il suo probabile gurù Allama Prabhu incontrò delle difficoltà nell'includerla negli incontri dell'Anubhavamantapa. 
Si dice che Mahādēvi, come una vera asceta, rifiutasse di indossare qualsiasi vestito (una pratica comune tra gli asceti maschi, ma scioccante per una donna). Secondo la leggenda, a causa del suo vero amore e della sua devozione con Dio, il suo intero corpo era coperto dai suoi capelli lunghissimi (come in varie rappresentazioni tardomedievali di Maria Egiziaca o di Maria di Magdala).

## Opere

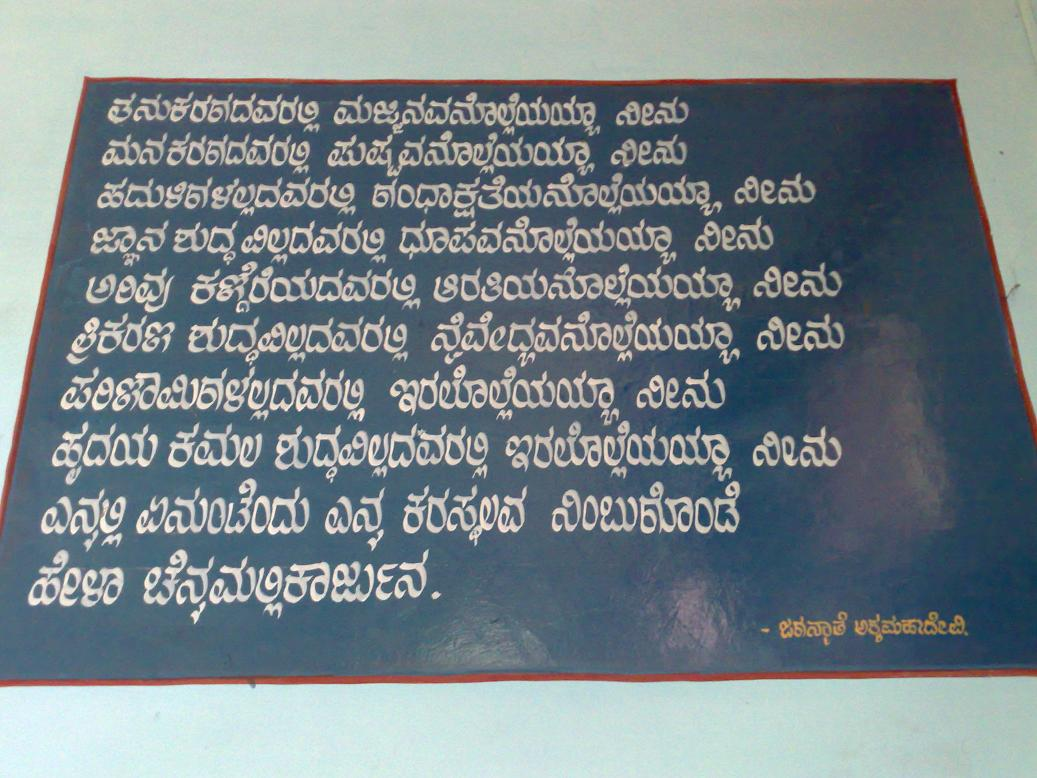
Una celebre vaćana, una poesia, scritta da Akka Mahādēvi.

Le opere di Akka Mahādēvi, come quelle di altri poeti del movimento Bhakti, possono essere rintracciate grazie all'uso della sua ankita, ossia il nome caratteristico con il quale si rivolgeva alla figura a lei devota. Nel suo caso, ella usava il nome "Cennamallikārjuna" per riferirsi al dio Sciva. Il nome "Cennamallikārjuna" può essere tradotto in vari modi, ma la traduzione più nota la si deve allo studioso e linguista Attipate Krishnaswami Ramanujan, che lo interpreta come "Signore, bianco come il gelsomino". Secondo Tharu e Lalita, una traduzione alternativa e più letterale sarebbe "il bellissimo Arjuna di Mallika".
Basandosi sull'utilizzo del suo ankita, circa 350 poesie (vaćana) le sono attribuite. Le sue opere fanno spesso utilizzo della metafora di un amore adultero e illecito per descrivere la sua devozione a Cennamallikārjuna. I testi mostrano che Akka Mahādēvi cercava attivamente di instaurare una relazione con Cennamallikārjuna e affrontano dei temi come l'abbandono, l'amore carnale e la separazione.
I testi diretti e franchi scritti da Akka Mahādēvi sono stati descritti come se fossero l'incarnazione di una "illegittimità radicale" che riesamina il ruolo delle donne viste come attrici con volizione e volontà, comportandosi in opposizione alle istituzioni e ai costumi sociali ufficiali. A volte ella utilizza un'immagine sessuale forte per rappresentare l'unione tra il devoto e l'oggetto della devozione. Le sue opere sfidano la comprensione comune dell'identità sessuale; per esempio, in una vaćana ipotizza che la creazione, o il potere del dio Sciva, sia maschile, mentre tutti gli esseri umani, persino gli uomini, rappresentano il femminile. In alcune vaćana, ella si descrive sia come femminile che come maschile.

## Traduzioni ed eredità
A. K. Ramanujan fece diventare popolari le sue vaćana traducendoli in una collezione uscita in inglese come Speaking of Siva. La scrittrice post-coloniale Tejaswini Niranjana criticò queste traduzioni, che per lei accostano le vaćana alla poesia universalista moderna del mondo occidentale, in un suo libro del 1992. Il traduttore dal cannarese Vanamala Vishwanatha affermò di voler lavorare a una nuova traduzione inglese, che potrebbe essere pubblicata come parte della Murty Classical Library.
Akka Mahādēvi continua ad avere un posto importante nella memoria e nella cultura popolare indiana, anche perché le sono state dedicate vie e università. Nel 2010, venne scoperto un bassorilievo risalente al tredicesimo secolo nelle vicinanze di Hospet, nel Karnataka, e si ritiene che possa essere una raffigurazione di Akka Mahādēvi.